# Beat Kammerlander
Beat Kammerlander (Nüziders, 14 gennaio 1959) è un arrampicatore e fotografo austriaco.

## Biografia
Kammerlander, già arrampicatore sportivo, iniziò con la via New Age, nel Rätikon nelle Alpi Retiche occidentali, seguendo la filosofia di apertura introdotta negli stessi luoghi dallo svizzero Martin Scheel. Nel 1993 raggiunse per primo la cima dello Kirchlispitze nel Gruppo del Rätikon, passando per la parete sud.
Le sue vie principali sono: Unendliche Gesichte, 1991, poi ripetuta da Pietro dal Pra 15 anni dopo, la Silbergeier, 1992, e WoGü, che Beat Kammerlander aprì nel 1996 ma non riuscì a liberare. È stato il quindicenne Adam Ondra, nel 2008, a liberare WoGü, con due tiri di 8c e altre lunghezze.
Le vie di Kammerlander, per la presenza degli spit, sono classificate come vie di alpinismo sportivo. La presenza degli spit rende possibile la caduta e quindi i tentativi di scalare in free climbing, ma in molti tratti di queste vie la distanza delle protezioni è molto elevata e la compattezza della roccia impedisce di proteggersi ulteriormente, cosa che rende le vie anche pericolose e comunque alpinistiche.
Beat Kammerlander ha influenzato altri arrampicatori, e con lo stesso stile di apertura (salita dal basso, e posizionamento dello spit appendendosi al cliff e recuperando il trapano lasciato molti metri più in basso, in posizione precaria e anche talvolta pericolosa) sono state aperte vie da altri scalatori.
Beat Kammerlander ha anche salito cascate e vie di ghiaccio, oggi è dedito prevalentemente alla fotografia.